# Zachełmie (województwo świętokrzyskie)
Zachełmie – wieś w Polsce położona w województwie świętokrzyskim, w powiecie kieleckim, w gminie Zagnańsk.
W latach 1975–1998 miejscowość należała administracyjnie do województwa kieleckiego.
W 2008 roku w pobliskim nieczynnym kamieniołomie odnaleziono najstarsze na świecie odciski stóp tetrapodów. Zostały opisane w styczniu 2010 roku na łamach tygodnika Nature.